# Betatronvoorwaarde
| Variabelen en constanten  | Variabelen en constanten                                                                                   | Variabelen en constanten |
| Symbool                   | Omschrijving                                                                                               | Eenheid                  |
| ------------------------- | --- | ------------------------ |
| {\displaystyle q_{e}}     | De lading van een elektron                                                                                 | [kg]                     |
| {\displaystyle m_{e}}     | De massa van een elektron.                                                                                 | [kg]                     |
| {\displaystyle r_{0}}     | De straal van de baan. (orbit)                                                                             | [m]                      |
| {\displaystyle v}         | De snelheidsvector van het elektron                                                                        | [m/s]                    |
| {\displaystyle B_{0}}     | De grootte van de magnetische inductie op de baan. (orbit)                                                 | [T]                      |
| {\displaystyle B_{i}}     | De grootte van de magnetische inductie binnen de baan. (inside)                                            | [T]                      |
| {\displaystyle \Phi _{i}} | De magnetische flux van het centrale veld.                                                                 | [Wb]                     |
| {\displaystyle F_{c}}     | De radiaal gerichte kracht op het elektron ten gevolge van het veld (naar het centrum van de baan gericht) | [N]                      |
| {\displaystyle a_{c}}     | De radiaal gerichte versnelling van het elektron ten gevolge van het veld (raaklijnig aan de baan gericht) | [m/s²]                   |

De betatronvoorwaarde is een formule die een aantal eisen aan het magneetveld van een betatron kwantificeert.
Het magneetveld van een betatron is zodanig opgebouwd dat het twee functies vervult:
- het houdt de elektronen in een cirkelbaan;
- het versnelt de elektronen;

Beide functies worden door verschillende delen van het veld vervuld.
- De elektronen in een cirkelbaan houden (centripetale versnelling) gebeurt door het veld dat door de elektronenbaan heen gaat, en de elektronen dus altijd omringt.
- Het 'eigenlijke' versnellen (de tangentiële versnelling) gebeurt door het centrale gedeelte van het veld dat binnen de baan valt. Iedere fluxverandering van dit magnetische veld veroorzaakt een elektrisch veld dat op elk baanpunt raakt aan de baan en de - geladen - deeltjes dus tangentieel versnelt.

Voor de bedoelde werking, waarbij de elektronen zich op een constante straal bewegen, is een zeer specifieke veldverdeling nodig. Uit beschouwing van de (niet-relativistische) relaties tussen het veld en de versnellingen van het geladen deeltje volgt de relatie tussen het centrale veld en het baanveld.

## Centripetale versnelling
Wanneer een elektron door een magnetisch veld beweegt, haaks op de veldlijnen, dan wordt het door het veld afgebogen, zo dat het een cirkelbaan gaat beschrijven haaks op de veldlijnen.
De kracht die als gevolg van het veld ontstaat is:
{\displaystyle {\vec {F_{c}}}=q_{e}{\vec {B_{0}}}\times {\vec {v}}}
De bijbehorende versnelling {\displaystyle a_{c}} is dan:
{\displaystyle {\vec {a_{c}}}=-{\frac {q_{e}{\vec {B_{0}}}\times {\vec {v}}}{m_{e}}}}
Met {\displaystyle m_{e}}, de massa van een elektron.
Om het elektron een cirkelbaan met (baan)straal {\displaystyle r_{0}} te laten beschrijven is het nodig dat voor de grootte van deze centripetale versnelling geldt:
{\displaystyle a_{c}={\frac {v^{2}}{r_{0}}}}
dus volgt voor de benodigde magnetische inductie ter plaatse van de baan:
{\displaystyle B_{o}={\frac {m_{e}v}{q_{e}r_{0}}}}
Aangezien de benodigde centripetale versnelling afhangt van de snelheid van het deeltje moet het baanveld in sterkte variëren, samen met de snelheid van het deeltje. Deze snelheid is een functie van onder andere de tangentiële versnelling.

## Tangentiële versnelling
De tangentiële versnelling is een gevolg van het elektrische veld dat door het wisselende centrale veld ontstaat volgens de inductiewet van Faraday. Volgens deze wet geldt:
{\displaystyle \oint _{\!\!\!\!S}{\vec {E}}\cdot {\vec {\mathrm {d} l}}=-{\frac {\mathrm {d} \Phi _{i}}{\mathrm {d} t}}[V]}
Hierin is {\displaystyle \Phi _{i}} de magnetische flux door het centrum van de torus. Aangezien de straal, en dus ook de veldsterkte op de baan, constant zijn, geldt:
{\displaystyle {\vec {E}}\oint _{\!\!\!\!S}{\vec {\mathrm {d} l}}=2\pi r_{0}{\vec {E}}=-{\frac {\mathrm {d} \Phi _{i}}{\mathrm {d} t}}{\vec {e_{T}}}[V]}
Dus geldt voor het elektrische veld ter plaatse van het elektron:
{\displaystyle {\vec {E}}=-{\frac {1}{2\pi r_{0}}}{\frac {\mathrm {d} \Phi _{i}}{\mathrm {d} t}}{\vec {e_{T}}}}
Hierin is {\displaystyle \Phi _{i}} de magnetische flux van het centrale veld (→ 4. Inductie). De kracht die door dit elektrische veld wordt uitgeoefend, is:
{\displaystyle {\vec {F}}=-q_{e}{\vec {E}}={\frac {q_{e}}{2\pi r_{0}}}{\frac {\mathrm {d} \Phi _{i}}{\mathrm {d} t}}{\vec {e_{T}}}}
en de (voor een elektron) bijbehorende versnelling:
{\displaystyle {\vec {a}}={\frac {-q_{e}{\vec {E}}}{m_{e}}}={\frac {q_{e}}{2\pi r_{0}m_{e}}}{\frac {\mathrm {d} \Phi _{i}}{\mathrm {d} t}}{\vec {e_{T}}}}
Door deze te integreren blijkt voor de grootte van de snelheid te gelden:
{\displaystyle v={\frac {q_{e}}{2\pi r_{0}m_{e}}}\int {\frac {\mathrm {d} \Phi _{i}}{\mathrm {d} t}}\mathrm {d} t}
en dus is, uitgaande van een beginsnelheid nul, de snelheid van het elektron:
{\displaystyle v={\frac {q_{e}\Phi _{i}}{2\pi r_{0}m_{e}}}{\vec {e_{T}}}}

## Baanvoorwaarde
Na invullen van deze snelheid in de uitdrukking voor het baanveld, ontstaat een schrijfwijze waarin de sterkte van het baanveld en die van het centrale veld voorkomen:
{\displaystyle B_{0}={\frac {m_{e}}{q_{e}r_{0}}}{\frac {q_{e}\Phi _{i}}{2\pi r_{0}m_{e}}}\color {black}},
en waaruit de benodigde sterkte van het baanveld in relatie tot het centrale veld volgt:
{\displaystyle B_{o}={\frac {\Phi _{i}}{2\pi r_{0}^{2}}}},
meestal geschreven als:
{\displaystyle \Phi _{i}=2\pi r_{0}^{2}B_{0}}
Dit noemt men de betatronvoorwaarde.

## Inductie
De verhouding tussen de inductie binnen en op de baan volgt uit de veldverdeling. Voor de magnetische flux binnen de baan geldt:
{\displaystyle \Phi _{i}=\iint _{A_{0}}B_{i}\,\mathrm {d} A_{0}},
Indien de inductie voor alle plaatsen binnen de baan constant is, geldt dus:
{\displaystyle \Phi _{i}=B_{i}\iint _{A_{0}}\,\mathrm {d} A_{0}=\pi r_{0}^{2}B_{i}},
zodat voor de inductie van het centrale veld moet gelden:
{\displaystyle B_{i}={\frac {\Phi _{i}}{\pi r_{0}^{2}}}}
Dus is voor de inductie binnen de baan:
{\displaystyle B_{i}={\frac {2\pi r_{0}^{2}B_{0}}{\pi r_{0}^{2}}}=2B_{0}}
en de relatie tussen de sterkte van de magnetische inductie binnen en die op de baan:
{\displaystyle B_{i}=2B_{0}}
Deze 1 op 2 verhouding wordt de Wideröe-verhouding, ook wel de "two for one rule" (twee voor de prijs van een) genoemd.
In woorden luidt ze: de inductie ter plaatse van de baan is de helft van de gemiddelde magnetische inductie binnen de baan. De voorwaarde wordt vervuld door de specifieke constructie van de veldmagneten en met name de polen.

## Baan
Wanneer een betatron aan deze voorwaarde voldoet, is het dus niet meer per se het geval dat de baan vanzelf groter of kleiner wordt, zoals bij de versnellingsmachines die voor het betatron in zwang waren. Om een einde aan het versnellingsproces te maken gebruikte Kerst daarom een speciale aanpassing van de magneetpolen, om aan het einde van de versnellingsperiode de baan te laten krimpen. Elke pool werd, op de plek van het centrale veld, voorzien van een plaat, gemaakt uit kleine metaaldeeltjes. Deze zullen aan het einde van de versnellingsperiode het veld eerst verzadigen, zodat de inductie van het centrale veld relatief sneller afneemt en de baan kleiner wordt. Hierdoor worden de deeltjes naar het eindpunt - meestal de trefplaat - geleid.